# Cobania
Sous-famille
Genre
Synonymes
- Liogyndulus Mello-Leitão, 1931
- Crypturocytia Mello-Leitão, 1931
- Flangeia Mello-Leitão, 1933

Cobania, unique représentant de la sous-famille des Cobaniinae, est un genre d'opilions laniatores de la famille des Gonyleptidae.

## Distribution
Les espèces de ce genre sont endémiques du Brésil. Elles se rencontrent dans les États de Rio de Janeiro, du Minas Gerais et du Paraná.

## Liste des espèces
Selon World Catalogue of Opiliones (19/08/2021) :
- Cobania picea (Bertkau, 1880)
- Cobania validissima (Mello-Leitão, 1933)

## Publications originales
- Roewer, 1913 : « Die Familie der Gonyleptiden der Opiliones-Laniatores. » Archiv für Naturgeschichte, sér. A, vol. 79, no 4, p. 1–256 (texte intégral).
- Kury, 1994 : « Early lineages of Gonyleptidae (Arachnida, Opiliones, Laniatores). » Tropical Zoology, vol. 7, no 2, p. 343–353.